# Philorus gokaensis
Philorus gokaensis är en tvåvingeart som beskrevs av Kitakami 1950. Philorus gokaensis ingår i släktet Philorus och familjen Blephariceridae. Inga underarter finns listade i Catalogue of Life.